# Édifice Price
Pour les articles homonymes, voir Price.
L'Édifice Price est un immeuble de 18 étages situé à Québec. C'est le seul gratte-ciel à l'intérieur des murs du Vieux-Québec, et un des plus vieux au Canada. Il a été construit au début des années 1930 pour la compagnie Price Brothers, lançant une controverse liée à la conservation du Vieux-Québec. L'édifice fut par la suite acquis par la Ville de Québec, il est aujourd'hui géré par le département immobilier de la Caisse de dépôt et placement du Québec.
La résidence officielle du premier ministre du Québec s'y trouve.

## Histoire

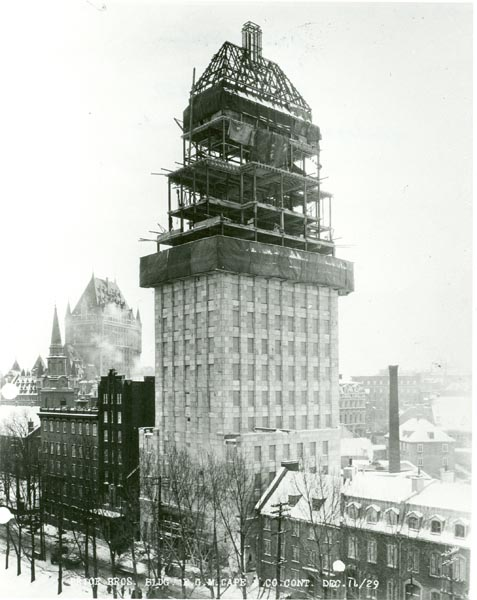
En 1929, lors de sa construction.

En 1927, les nouveaux dirigeants de la Price Brothers and Company, John Herbert et Arthur Clifford Price, décident de construire un nouveau siège social pour la compagnie à Québec. À l'époque, le principal centre financier se situe sur la rue Saint-Pierre, mais ils n'y trouvent rien pour les satisfaire, et choisissent plutôt la rue Sainte-Anne, tout près de l'Hôtel de Ville,. Les plans du bâtiment de seize étages sont commandés à la prestigieuse firme Ross et Macdonald de Montréal.
La Ville, qui souhaite présenter une image moderne et progressiste, donne son accord au projet malgré les virulentes critiques selon lesquelles elle se montre incapable de protéger l'intégrité historique du Vieux-Québec. Deux maisons sont démolies pour faire place au nouveau gratte-ciel. Les dates de construction du bâtiment ne sont pas claires : certaines sources donnent juin 1929 à mai 1930 ; d'autres, que le permis est délivré en décembre 1929, tandis que la construction commence en juin 1930; parfois, on cite seulement les années: 1928-1930. La pierre angulaire du bâtiment porte ces mots: "This stone was laid Oct. XXIX MCMXXIX" ("Cette pierre fut érigée le 29 octobre 1929"). Toutes les sources s'accordent sur une construction rapide, qui dure moins d'un an. L'édifice est inauguré en 1931.
Malheureusement, la grandiose construction s'avère un dur coup pour les finances de l'entreprise familiale. La Grande Dépression accule la compagnie au bord de la faillite, et la famille Price en perd le contrôle, ainsi que la majorité de la fortune familiale. Le bâtiment, qui demeure le siège social de la compagnie, est restauré et modifié au cours des années 1950 et 60,.

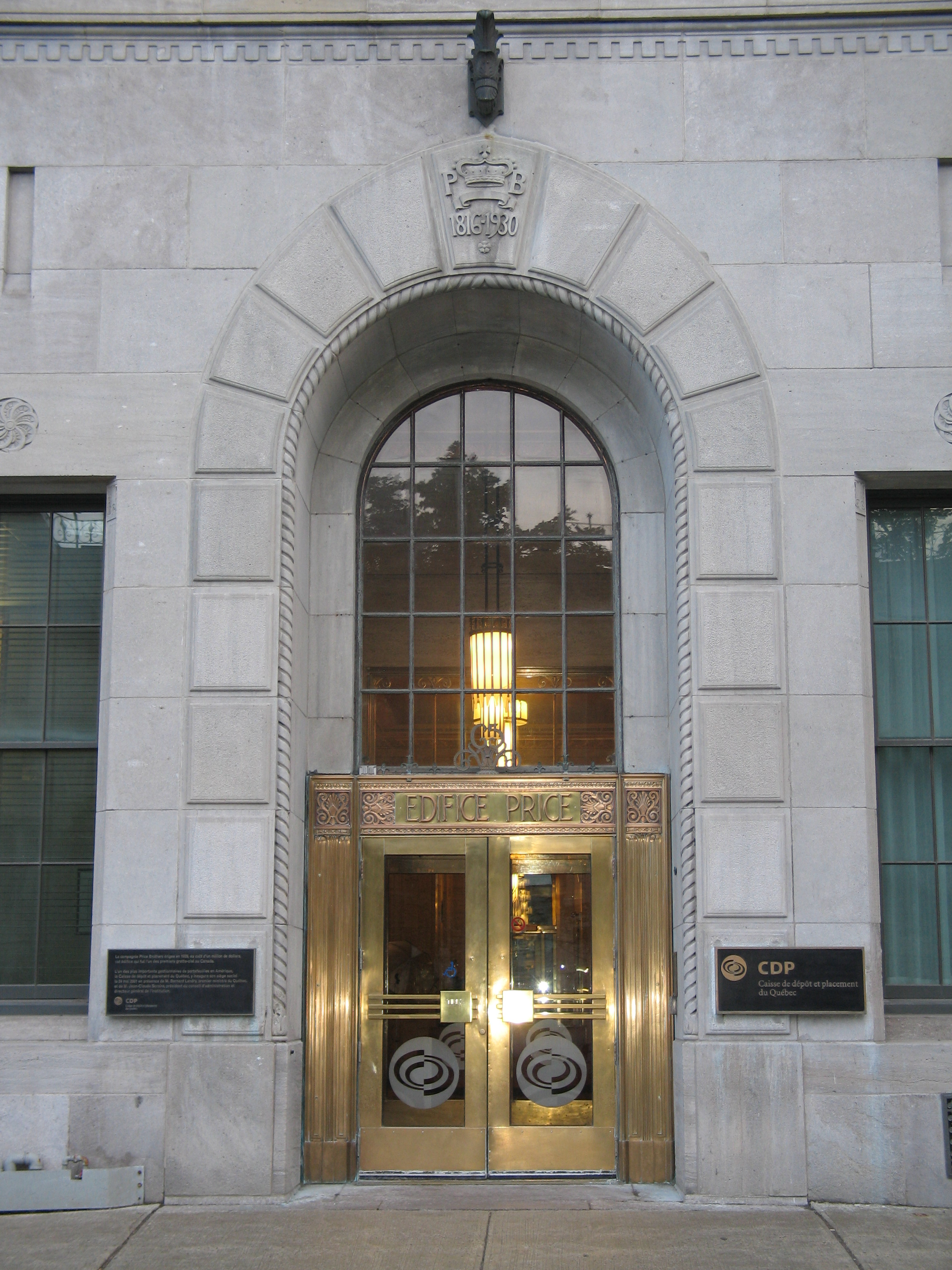
Entrée du bâtiment. On peut voir le logo de la Caisse de dépôt et placement sur les portes.

La Ville l'acquiert en 1983 pour y loger sa division d'ingénierie, reproduisant un modèle déjà présent à New York, où l'hôtel de ville est flanqué par le Manhattan Municipal Building,. Peu après, un bail emphythéotique à long terme place le bâtiment entre les mains de la Société immobilière Trans-Québec (SITQ), une filiale de la Caisse de dépôt et placement (CDP). D'importantes rénovations, restaurations et transformations sont entamées. Elles se poursuivent jusqu'en 2005 et incluent l'ajout de deux étages par l'intérieur, d'une terrasse au 16e étage et d'ascenseurs,.
En 2001, un appartement de fonction pour le premier ministre du Québec est aménagé aux 16e et 17e étages — les plus hauts utilisables, puisque le 18e est occupé par de la machinerie. Il était originellement prévu d'y installer une suite à l'usage de la haute direction de la Caisse. Entre 1997 et 2002, une clinique psychiatrique occupe les deuxième et troisième étages. La Clinique Sainte-Anne représentait une expérience pour décloisonner ce type de traitement. L'administration a affirmé que la concordance du déménagement avec l'installation du premier ministre n'était qu'une coïncidence,. En 2002, un mémorial a été installé sur le côté droit de l'édifice.
Au moment de sa construction, l'Édifice Price a suscité la controverse, autant par sa taille, perçue comme hors de proportion dans une zone où les bâtiments n'atteignaient guère plus d'une dizaine de mètres, mais aussi parce que le père des frères Price, William Price, mort en 1924, comptait déménager le siège social à Kénogami (aujourd'hui partie de la ville de Saguenay), ville qu'il avait fondée,,. Les critiques se sont poursuivies après la construction, au point où, quelques années plus tard, le conseil municipal vota un règlement qui limita la hauteur des bâtiments dans le Vieux-Québec à 65 pieds (~20 mètres). Le seul autre bâtiment excédant alors cette limite fut l'Hôtel-Dieu de Québec,. Aujourd'hui, l'Édifice Price est un monument et un repère important dans le panorama de Québec.

## Architecture

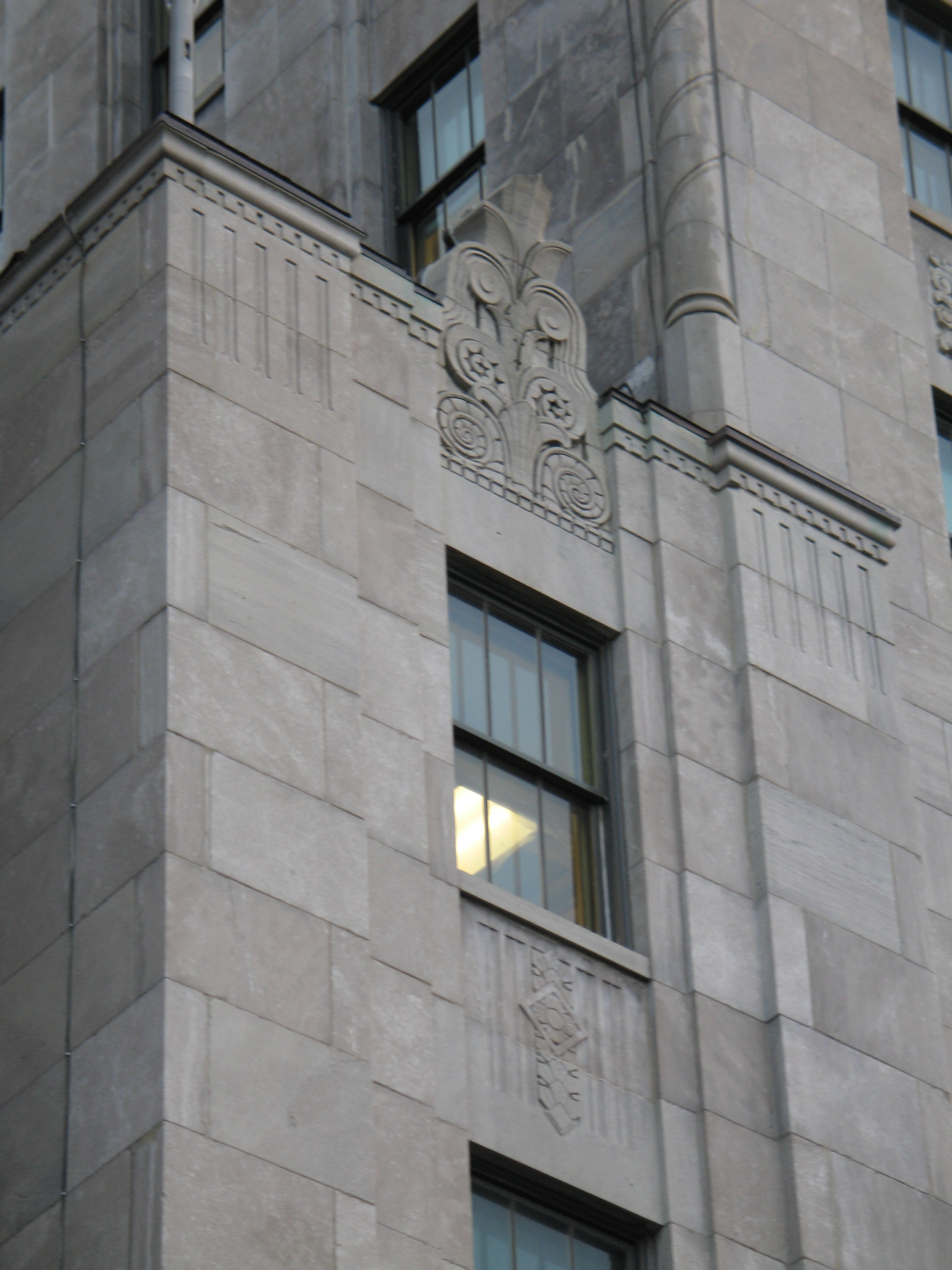
Pinacles en façade.

Malgré la critique de l'époque, l'Édifice Price est très bien intégré à son environnement, et a été bien conçu en fonction d'un emplacement étroit : 24 mètres seulement,. Sur 18 étages, 15 sont des bureaux, 2 constituent l'appartement du premier ministre, et le dernier est réservé à de la machinerie. Une telle configuration, combinée à la plutôt récente addition de deux étages invisibles de l'extérieur, alimente la confusion quant au nombre réel d'étages : entre 16 et 18 selon les sources,,. Deux ascenseurs, dont l'un sert de monte-charge, donnent accès aux étages.
Le style Art déco choisi par les architectes fait écho à celui de l'extension de l'Hôtel Clarendon, achevée quelques années auparavant. Les marches en retrait, caractéristiques de l'Art déco, sont utilisées pour réduire la masse de la silhouette (beaucoup plus importante de profil) sur la façade. Ce style s'apparente à celui d'Eliel Saarinen et s'oppose à celui du Château Frontenac, dont la structure en cantilever s'élargit en s'élevant. Certaines des marches supérieures ont été aménagées en balcons,.
Des motifs géométriques ponctuent les murs, surtout sur les premiers niveaux, car la section centrale est plus réservée. Un toit en cuivre pentu de style Château coiffe le tout,, le résultat étant une influence du style Beaux-Arts. Les principaux motifs sont des pilastres, des pinacles en feuille de palmier et une voûte à extrados autour de l'entrée principale,.
Près du niveau du sol et dans le hall d'entrée, les bas-reliefs représentant les diverses étapes de la conversion du bois sont une application des théories de John M. Lyle sur la canadianisation de l'architecture. Chaque étage est divisé symétriquement par un couloir central. La salle du conseil d'administration est placée à l'arrière du bâtiment, et figure une proue de navire.
Le bâtiment est construit avec une structure d'acier, une autre première pour Québec, et est recouvert de calcaire gris de Saint-Marc-des-Carrières et de Queenston. L'utilisation de pierres de deux sources est due à la production limitée de Saint-Marc-des-Carrières. Le calcaire qui en provient, gris perle, devient beige pâle en vieillissant, tandis que celui de Queenston est strié de calcite rose dû à la présence de fossiles de crinoïdes. Ce calcaire est plus âgé que celui de Saint-Marc. Il devient chamois avec l'âge,.

## Monument

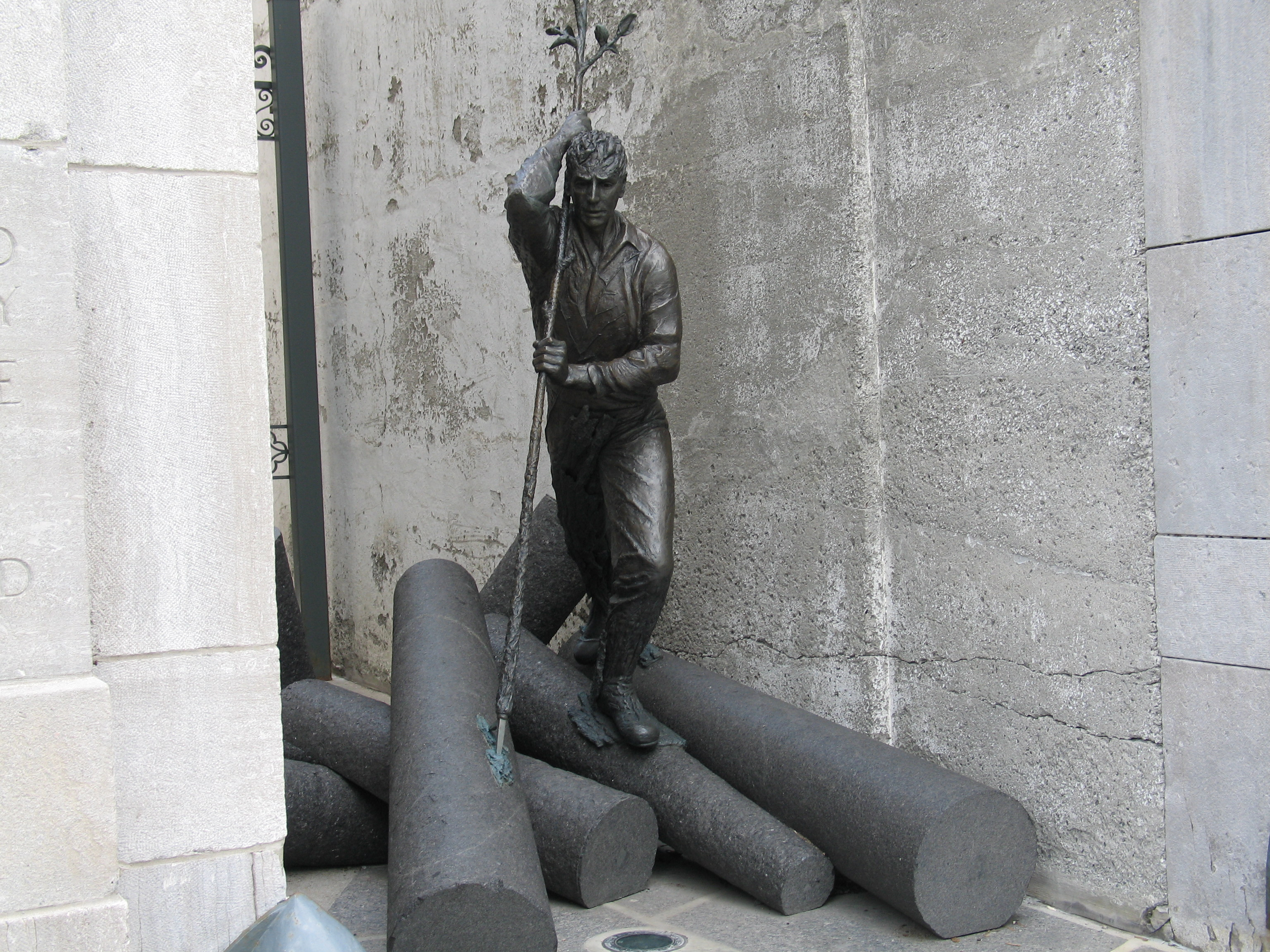
Monument L'Homme-Rivière.

La sculpture du Mémorial Price est intitulée L'Homme-Rivière. Elle se trouve dans un étroit espace entre l'Édifice Price et le 67-71, rue Sainte-Anne. Le mémorial a été commandité par la Caisse de dépôt et placement et la Fondation Virginia Parker. Les artistes sont Lucienne Cornet et Catherine Sylvain, de Québec,.
La statue représente un draveur, une figure hautement symbolique dans la culture et l'histoire de la province, notamment grâce au roman de Félix-Antoine Savard Menaud, maître-draveur. Les troncs, stylisés, sont réduits à des cylindres, alors que le draveur et sa pique se transforment en une plante. Le résultat est très dynamique et semble vouloir se renverser sur le trottoir.

## Appartement de fonction

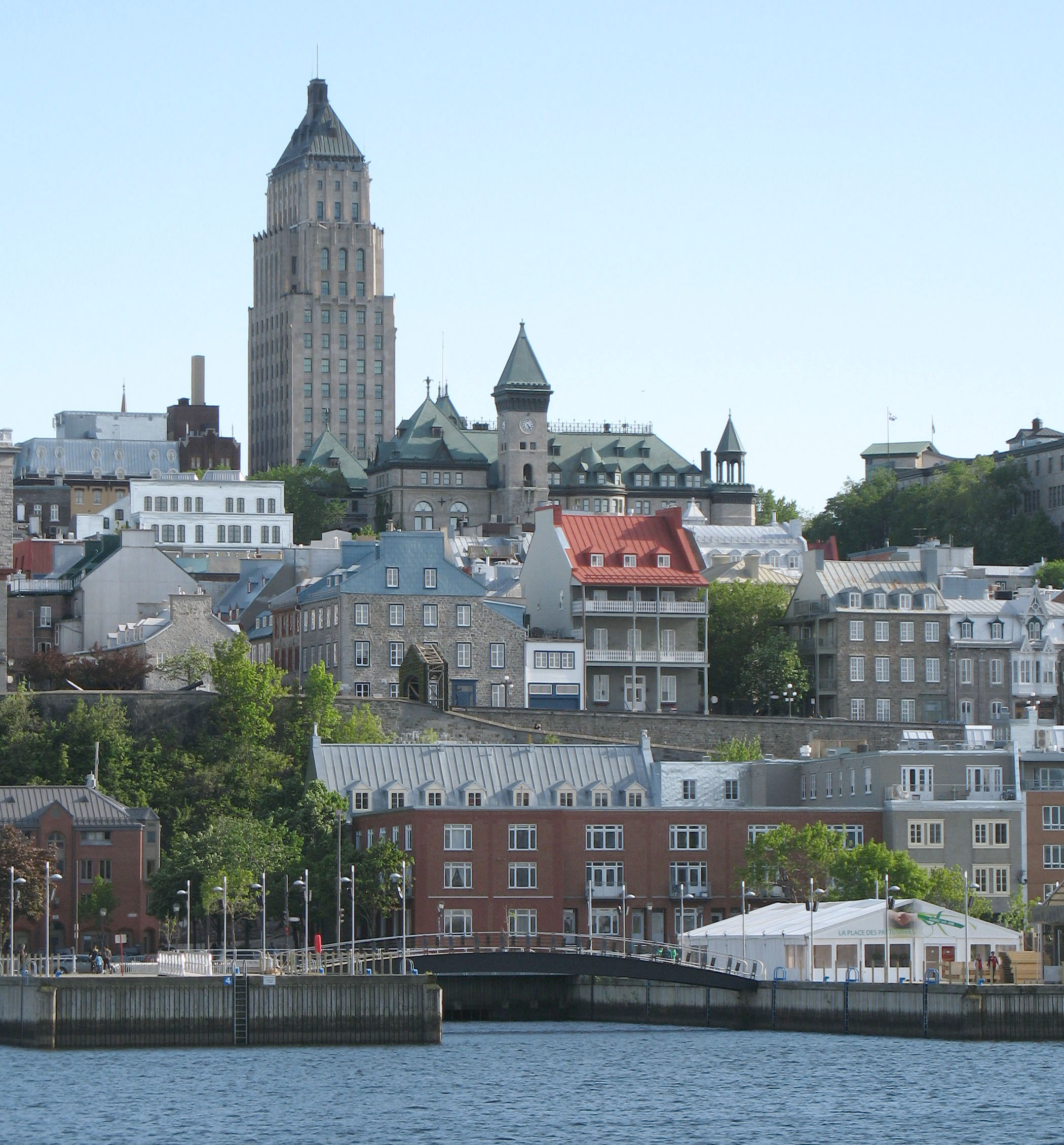
Vue du Vieux-Port

Le premier ministre du Québec a un appartement de fonction aux 16e et 17e étages depuis 2001. Ce n'est pas la première résidence de fonction à être employée. En 1994, la Chambre de commerce de Québec a acheté une résidence au 1080 rue des Braves et l'a offerte à Jacques Parizeau. Des problèmes de sécurité et de relations avec le voisinage dus aux activités officielles du premier ministre ont toutefois poussé son successeur, Lucien Bouchard, à refuser d'y habiter. Ce dernier a plutôt vécu à l'édifice H de la Colline parlementaire durant la plus grande partie de son mandat.
En mai 2001, Bernard Landry, qui vivait jusque-là dans un trois-pièces à Québec, annonce qu'il accepte l'offre de la SITQ d'un appartement de fonction à l'Édifice Price, et y emménage en novembre. Le choix est acclamé pour sa position symbolique au-dessus de la ville, mais aussi critiqué car l'appartement est petit, et ne peut accommoder une famille, Landry étant célibataire à l'époque. On commente également que le 1010 Grande allée Ouest, l'ancienne résidence du lieutenant-gouverneur du Québec, vendue en 1996 pour la moitié de sa valeur, aurait très bien convenu,,.
Il en a coûté 195 000 $ pour construire et décorer l'appartement de 2 800 pieds carrés. L'appartement inclut une salle à manger de quatorze places, deux chambres à coucher et autres nécessités. Le premier ministre a aussi accès à la salle de réception du 14e étage si nécessaire. L'appartement est richement décoré : planchers de bois-franc en érable, marbre et calcaire ; le mobilier est de style traditionnel québécois; et une douzaine de toiles de maîtres québécois ont été prêtées par le Musée national des beaux-arts du Québec,,.
En 2006, de nouvelles critiques s'élèvent concernant le manque d'usage de l'appartement par Jean Charest. Ce dernier, père de trois enfants, habite dans la région de Montréal et n'a guère de raisons de déménager à Québec. La chambre de commerce a de nouveau lancé l'idée d'une résidence officielle plus complète.